# Limendous
Limendous [limɛ̃dus] est une commune française située dans le département des Pyrénées-Atlantiques, en région Nouvelle-Aquitaine.

## Géographie

### Localisation
La commune de Limendous se trouve dans le département des Pyrénées-Atlantiques, en région Nouvelle-Aquitaine.
Elle se situe à 18 km par la route de Pau, préfecture du département, et à 14 km de Pontacq, bureau centralisateur du canton des Vallées de l'Ousse et du Lagoin dont dépend la commune depuis 2015 pour les élections départementales. 
La commune fait en outre partie du bassin de vie de Pau.
Les communes les plus proches sont : 
Soumoulou (1,3 km), Lourenties (2,2 km), Nousty (2,6 km), Gomer (3,0 km), Espoey (3,9 km), Eslourenties-Daban (4,1 km), Arrien (4,3 km), Espéchède (4,5 km).
Sur le plan historique et culturel, Limendous fait partie de la province du Béarn, qui fut également un État et qui présente une unité historique et culturelle à laquelle s’oppose une diversité frappante de paysages au relief tourmenté.

### Communes limitrophes
Les communes limitrophes sont  Andoins, Artigueloutan, Espoey, Espéchède, Lourenties, Nousty et Soumoulou.
| Andoins | Espéchède |            |
| Nousty  | Limendous | Lourenties |
|         | Soumoulou | Espoey     |

### Hydrographie

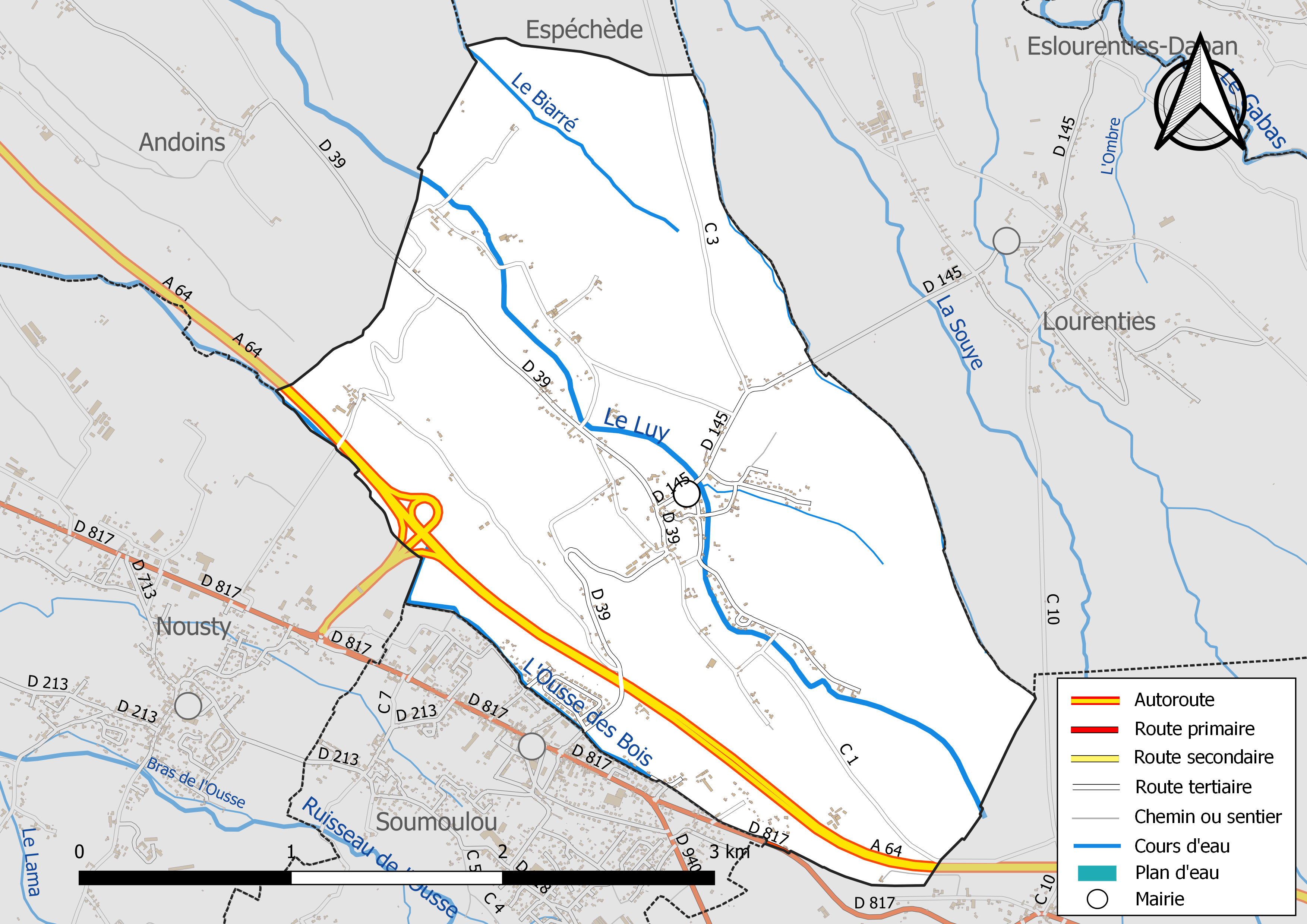
Réseaux hydrographique et routier de Limendous.

La commune est drainée par le Luy, l'Ousse des Bois, le Biarré et par deux petits cours d'eau, constituant un réseau hydrographique de 10 km de longueur totale,.
Le Luy, d'une longueur totale de 154,5 km, prend sa source dans la commune d'Espoey et s'écoule d'est en ouest. Il traverse la commune et se jette dans l'Adour à Rivière-Saas-et-Gourby, après avoir traversé 65 communes.
L'Ousse des Bois, d'une longueur totale de 32,3 km, prend sa source dans la commune et s'écoule d'est en ouest. Il traverse la commune et se jette dans le gave de Pau à Denguin, après avoir traversé 13 communes.
Le Biarré, d'une longueur totale de 10,9 km, prend sa source dans la commune et s'écoule du sud-est vers le nord-ouest. Il traverse la commune et se jette dans la Souye à Gabaston, après avoir traversé 6 communes.

### Climat
Pour des articles plus généraux, voir Climat de la Nouvelle-Aquitaine et Climat des Pyrénées-Atlantiques.
Historiquement, la commune est exposée à un climat de montagne.  
En 2020, Météo-France publie une typologie des climats de la France métropolitaine dans laquelle la commune est toujours exposée à un climat de montagne et est dans la région climatique Pyrénées atlantiques, caractérisée par une pluviométrie élevée (>1 200 mm/an) en toutes saisons, des hivers très doux (7,5 °C en plaine) et des vents faibles.
Pour la période 1971-2000, la température annuelle moyenne est de 12,6 °C, avec une amplitude thermique annuelle de 14,6 °C. Le cumul annuel moyen de précipitations est de 1 178 mm, avec 11,2 jours de précipitations en janvier et 8,4 jours en juillet. Pour la période 1991-2020, la température moyenne annuelle observée sur la station météorologique la plus proche, située sur la commune de Bénéjacq à 10 km à vol d'oiseau, est de 13,4 °C et le cumul annuel moyen de précipitations est de 1 244,1 mm,. Pour l'avenir, les paramètres climatiques de la commune estimés pour 2050 selon différents scénarios d’émission de gaz à effet de serre sont consultables sur un site dédié publié par Météo-France en novembre 2022.

### Milieux naturels et biodiversité
Aucun espace naturel présentant un intérêt patrimonial n'est recensé sur la commune dans l'inventaire national du patrimoine naturel,,.

## Urbanisme

### Typologie
Au 1er janvier 2024, Limendous est catégorisée commune rurale à habitat dispersé, selon la nouvelle grille communale de densité à sept niveaux définie par l'Insee en 2022.
Elle appartient à l'unité urbaine de Soumoulou, une agglomération intra-départementale regroupant quatre  communes, dont elle est une commune de la banlieue,,. Par ailleurs la commune fait partie de l'aire d'attraction de Pau, dont elle est une commune de la couronne,. Cette aire, qui regroupe 227 communes, est catégorisée dans les aires de 200 000 à moins de 700 000 habitants,.

### Occupation des sols

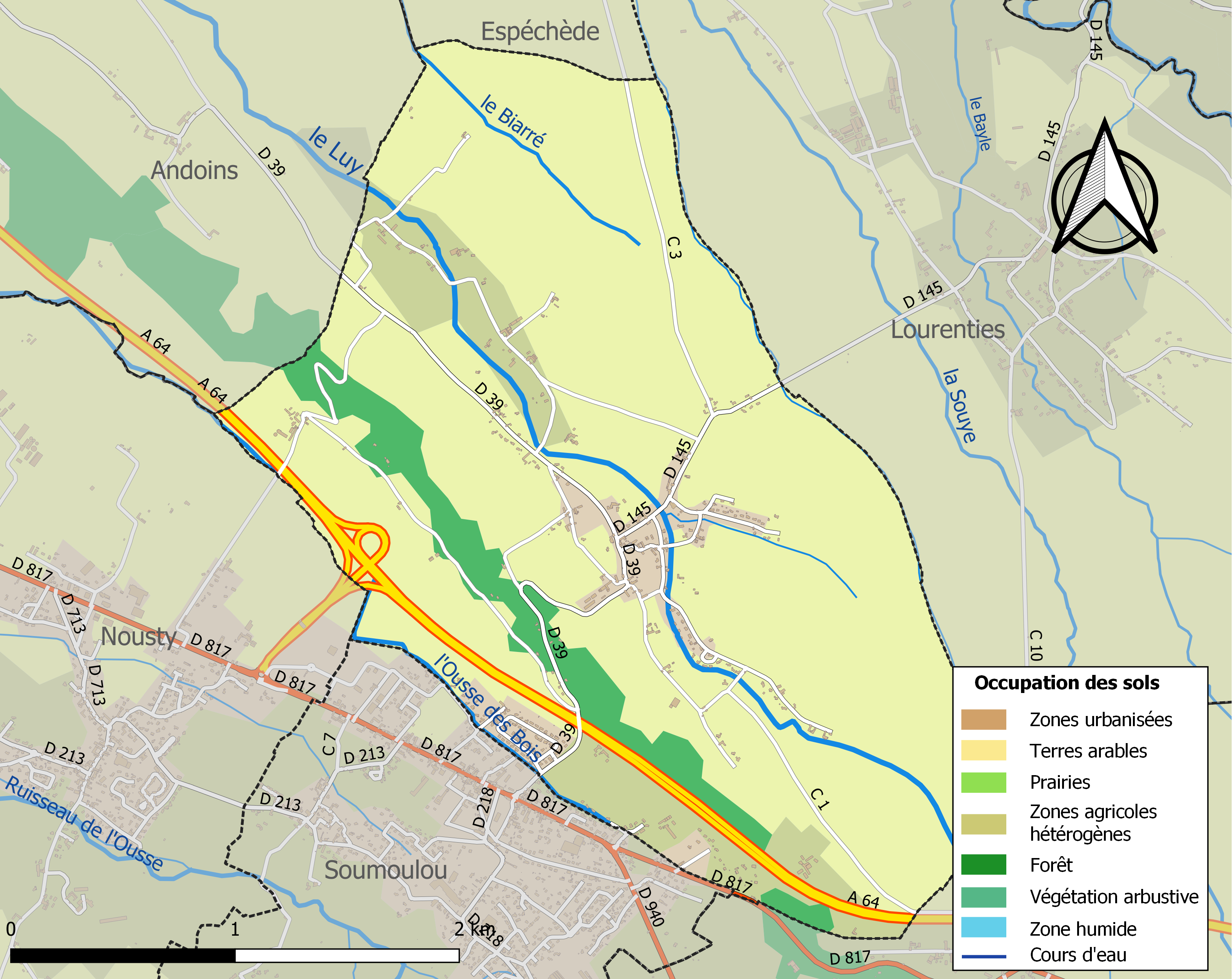
Carte des infrastructures et de l'occupation des sols de la commune en 2018 (CLC).

L'occupation des sols de la commune, telle qu'elle ressort de la base de données européenne d’occupation biophysique des sols Corine Land Cover (CLC), est marquée par l'importance des territoires agricoles (87,7 % en 2018), en diminution par rapport à 1990 (89 %). La répartition détaillée en 2018 est la suivante : 
terres arables (77,2 %), zones agricoles hétérogènes (10,5 %), forêts (7,2 %), zones urbanisées (5,1 %). L'évolution de l’occupation des sols de la commune et de ses infrastructures peut être observée sur les différentes représentations cartographiques du territoire : la carte de Cassini (XVIIIe siècle), la carte d'état-major (1820-1866) et les cartes ou photos aériennes de l'IGN pour la période actuelle (1950 à aujourd'hui).

### Lieux-dits et hameaux
- Bistorron ;
- Bois ;
- Duplaà ;
- Grabotte ;
- Puts ;
- le Village.

### Voies de communication et transports
La commune est desservie par l'autoroute A64 (sortie 11) et la route départementale 145.

### Risques majeurs
Le territoire de la commune de Limendous est vulnérable à différents aléas naturels : météorologiques (tempête, orage, neige, grand froid, canicule ou sécheresse), inondations et séisme (sismicité moyenne). Il est également exposé à un risque technologique,  le transport de matières dangereuses. Un site publié par le BRGM permet d'évaluer simplement et rapidement les risques d'un bien localisé soit par son adresse soit par le numéro de sa parcelle.

#### Risques naturels
Certaines parties du territoire communal sont susceptibles d’être affectées par le risque d’inondation par une crue à  débordement lent de cours d'eau, notamment le Luy, le Biarré et l'Ousse des Bois. La commune a été reconnue en état de catastrophe naturelle au titre des dommages causés par les inondations et coulées de boue survenues en 1982, 2008, 2009 et 2014,.

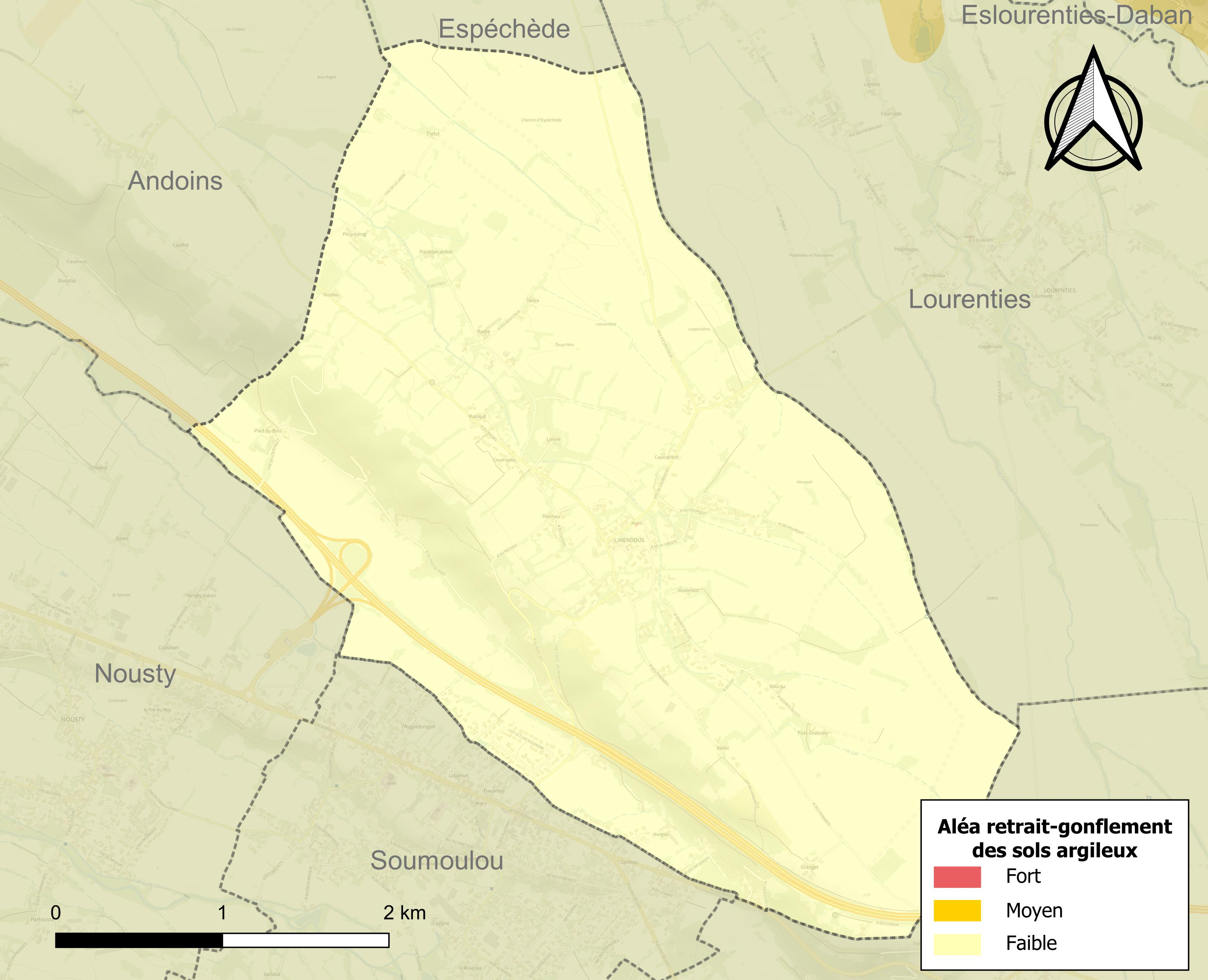
Carte des zones d'aléa retrait-gonflement des sols argileux de Limendous.

Le retrait-gonflement des sols argileux est susceptible d'engendrer des dommages importants aux bâtiments en cas d’alternance de périodes de sécheresse et de pluie. Aucune partie du territoire de la commune n'est en aléa moyen ou fort (59 % au niveau départemental et 48,5 % au niveau national). Depuis le 1er octobre 2020, en application de la loi ELAN, différentes contraintes s'imposent aux vendeurs, maîtres d'ouvrages ou constructeurs de biens situés dans une zone classée en aléa moyen ou fort,.

## Toponymie
Le toponyme Limendous apparaît sous les formes Luc-Mendos (1385, censier de Béarn), Lucmendoos et Lucmendous (respectivement 1547 et 1683, réformation de Béarn) et Limendoux (1863, dictionnaire topographique Béarn-Pays basque).

## Histoire
Paul Raymond note qu'en 1385, Limendous comptait dix feux et dépendait du bailliage de Pau.

## Politique et administration
| Période | Période  | Identité           | Étiquette | Qualité                    |
| ------- | -------- | ------------------ | --------- | -------------------------- |
| 1995    | 2001     | Michel Lonné       |           |                            |
| 2001    | 2008     | Jacqueline Labérou |           |                            |
| 2008    | 2020     | Jean-Paul Lagarrue | DVD       | Retraité Fonction publique |
| 2020    | En cours | Hervé Barry        |           |                            |

### Intercommunalité
Limendous fait partie de quatre structures intercommunales :
- la communauté de communes du Nord-Est Béarn ;
- le syndicat à vocation scolaire d'Eslourenties - Lourenties - Limendous ;
- le syndicat d’énergie des Pyrénées-Atlantiques ;
- le syndicat mixte d’assainissement de la vallée de l’Ousse.

Elle est incluse dans l'unité urbaine de Soumoulou.

## Population et société

### Démographie
L'évolution du nombre d'habitants est connue à travers les recensements de la population effectués dans la commune depuis 1793. Pour les communes de moins de 10 000 habitants, une enquête de recensement portant sur toute la population est réalisée tous les cinq ans, les populations de référence des années intermédiaires étant quant à elles estimées par interpolation ou extrapolation. Pour la commune, le premier recensement exhaustif entrant dans le cadre du nouveau dispositif a été réalisé en 2007.

En 2022, la commune comptait 706 habitants, en évolution de +4,13 % par rapport à 2016 (Pyrénées-Atlantiques : +3,78 %, France hors Mayotte : +2,11 %).
| 1793 | 1800 | 1806 | 1821 | 1831 | 1836 | 1841 | 1846 | 1851 |
| ---- | ---- | ---- | ---- | ---- | ---- | ---- | ---- | ---- |
| 297  | 288  | 333  | 348  | 360  | 374  | 390  | 371  | 396  |

| 1856 | 1861 | 1866 | 1872 | 1876 | 1881 | 1886 | 1891 | 1896 |
| ---- | ---- | ---- | ---- | ---- | ---- | ---- | ---- | ---- |
| 401  | 376  | 367  | 371  | 376  | 368  | 338  | 319  | 312  |

| 1901 | 1906 | 1911 | 1921 | 1926 | 1931 | 1936 | 1946 | 1954 |
| ---- | ---- | ---- | ---- | ---- | ---- | ---- | ---- | ---- |
| 334  | 313  | 276  | 269  | 253  | 256  | 269  | 214  | 215  |

| 1962 | 1968 | 1975 | 1982 | 1990 | 1999 | 2006 | 2007 | 2012 |
| ---- | ---- | ---- | ---- | ---- | ---- | ---- | ---- | ---- |
| 221  | 235  | 277  | 320  | 340  | 381  | 416  | 422  | 563  |

| 2017 | 2022 | - | - | - | - | - | - | - |
| ---- | ---- | - | - | - | - | - | - | - |
| 706  | 706  | - | - | - | - | - | - | - |

Limendous fait partie de l'aire d'attraction de Pau.

### Enseignement
Limendous dispose d'une école primaire.

## Culture locale et patrimoine

### Lieux et monuments

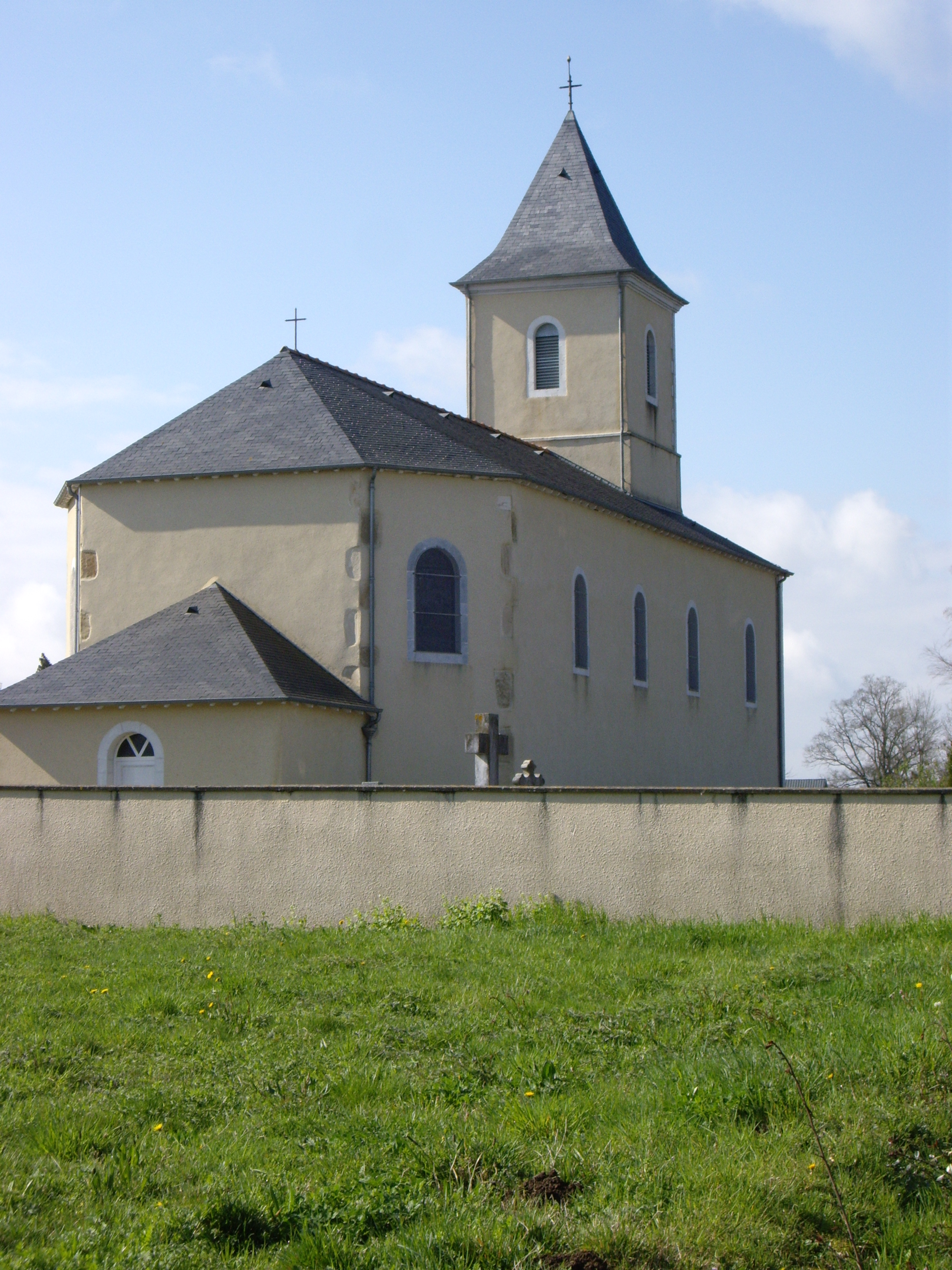
L'église de l’Assomption-de-la-Bienheureuse-Vierge-Marie.
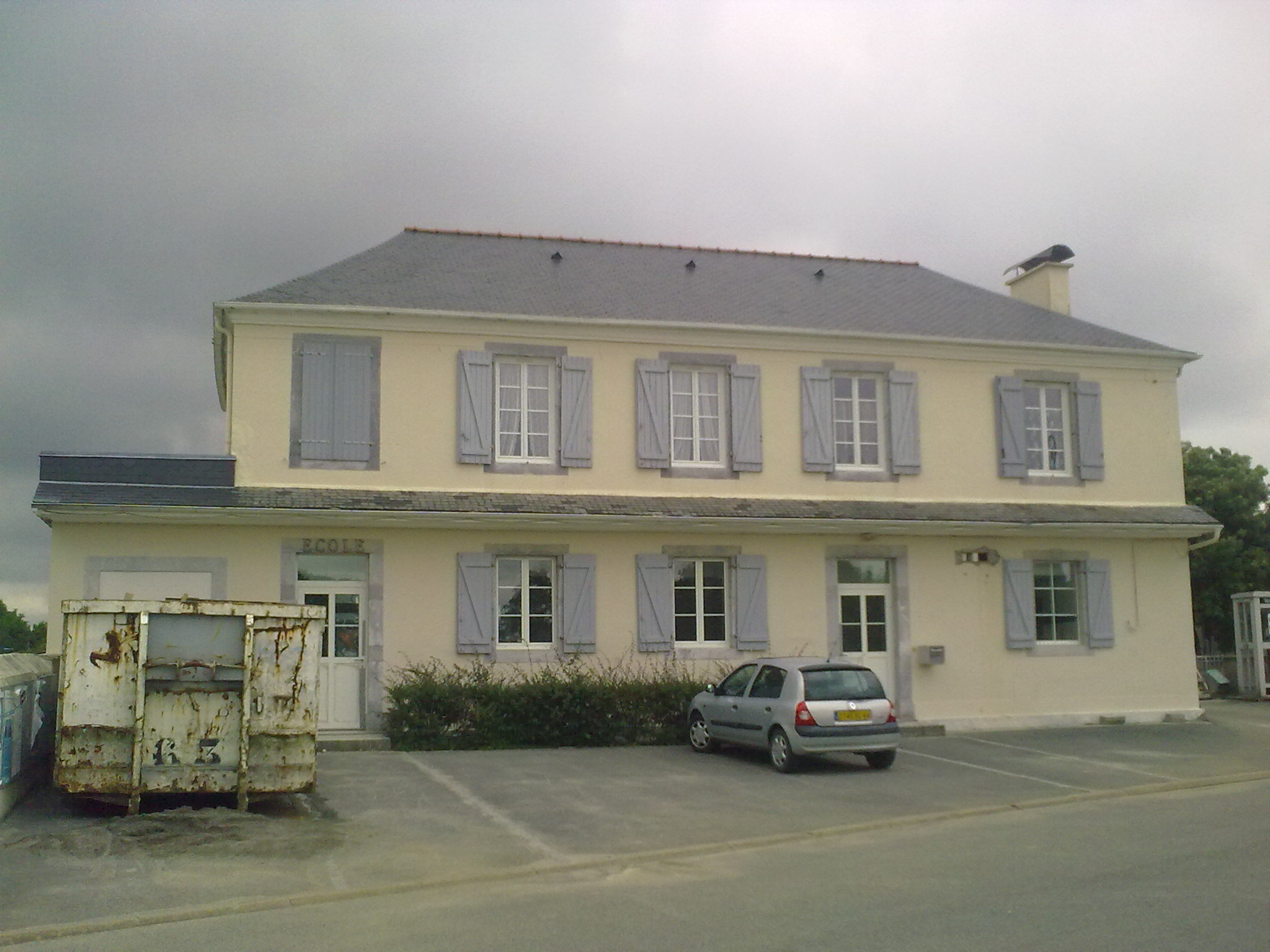
L'école primaire.
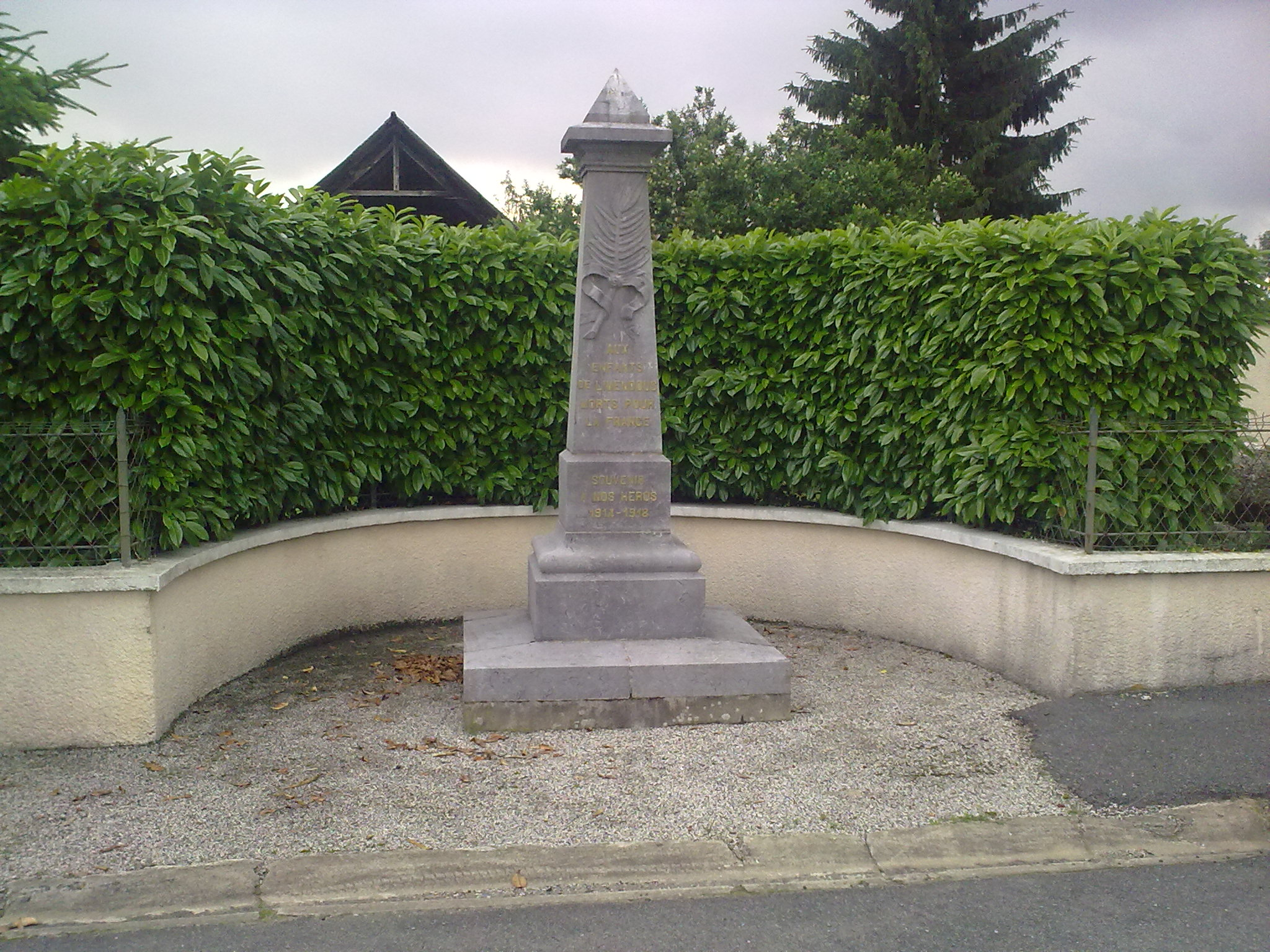
Le monument aux morts.

#### Patrimoine religieux
L'église de l’Assomption-de-la-Bienheureuse-Vierge-Marie fut construite à la fin du XIXe siècle.

### Héraldique
| Blason de Limendous | Blason  | D'azur à deux bandes ondées abaissées d'argent accompagnées en chef à senestre d'un lys des jardins du même, tigé et feuillé de sinople ; au franc-quartier d'or chargé de deux vaches de gueules, accornées, accolées et clarinées d'azur, l'une au-dessus de l'autre. |
| Blason de Limendous | Détails | Le statut officiel du blason reste à déterminer. |